# Прыжки с трамплина на зимних Олимпийских играх 1980
Соревнования по прыжкам на лыжах с трамплина на зимних Олимпийских играх 1980 года в Лейк-Плэсиде прошли 17 и 23 февраля на трамплинах Интервейл (англ. Intervale). Было разыграно два комплекта наград. 55 мужчин из 16 стран соревновались на нормальном и большом трамплине в личном первенстве. Программа соревнований не менялась с 1964 года, когда впервые были разыграны медали на нормальном трамплине.
В каждом из видов программа соревнований состояла из двух прыжков, результаты которых суммировались.
Тони Иннауэр, уверенно победив на нормальном трамплине, принёс австрийцам второе в истории олимпийское золото в этом виде спорта (первое завоевал 4 годами ранее в Инсбруке Карл Шнабль на большом трамплине, Иннауэр тогда был вторым). По итогам 1980 года Иннауэр был признан лучшим спортсменом Австрии. Второе место поделили 18-летний немец из ГДР Манфред Деккерт и 20-летний японец Хирокадзу Яги. Если японец успешно выступал в Кубке мира 1979/80, то медаль Деккерта стала неожиданностью.
На большом трамплине, соревнования на котором прошли 23 февраля, Иннауэр также считался фаворитом, но в итоге остался четвёртым. После первого прыжка лидировал швейцарец Хансйёрг Зуми, но вторую попытку он выполнил неудачно и оказался лишь седьмым. Четвёртым после первой попытки сенсационно шёл 15-летний индеец оджибве из Канады Стив Коллинз, но во второй попытке, не справившиссь с нервами, юный прыгун показал лишь 13-й результат и откатился на 9-е место. Золото же достаточно неожиданно досталось 25-летнему финну Йоуко Тёрмянену, на счету которого до Олимпийских игр не было ни одной личной награды на крупнейших соревнованиях. Лидер Кубка мира и победитель Турне четырёх трамплинов 1979/80 австриец Хуберт Нойпер занял второе место.

## Медали

### Медалисты
| Дисциплина                        | Золото                   | Серебро               | Бронза                  |
| Нормальный трамплин см. подробнее | Тони Иннауэр Австрия     | Манфред Деккерт ГДР   | не присуждалась         |
| Нормальный трамплин см. подробнее | Тони Иннауэр Австрия     | Хирокадзу Яги Япония  | не присуждалась         |
| Большой трамплин см. подробнее    | Йоуко Тёрмянен Финляндия | Хуберт Нойпер Австрия | Яри Пуйкконен Финляндия |

### Общий зачёт
| Общее количество медалей |           |        |         |        |       |
| Место                    | Страна    | Золото | Серебро | Бронза | Всего |
| 1                        | Австрия   | 1      | 1       | 0      | 2     |
| 2                        | Финляндия | 1      | 0       | 1      | 2     |
| 3                        | ГДР       | 0      | 1       | 0      | 1     |
| 3                        | Япония    | 0      | 1       | 0      | 1     |